# Ceol dei Gewisse
Ceol Cuthing, conosciuto anche come Ceola o Ceolric (VI secolo), regnò sui Gewisse (regno anglosassone nell'Inghilterra altomedievale), dal 591/592 al 597).
Figlio di Cutha e nipote di Cynric, succedette allo zio Ceawlin dopo averlo sconfitto nella battaglia di Wanborough (nello Wiltshire).  Ceawlin morì nel 593, rendendo così più sicuro il trono di Ceol. Nel 597, a quest'ultimo succedette il fratello Ceolwulf. Il figlio di Ceol, Cynegils, salì sul trono in seguito.